# Al Barr
Alexander Martin "Al" Barr (født 12. september, 1968 i Hanover, New Hampshire[kilde mangler]) er en amerikansk sanger, der siden 1998 har været forsanger for det amerikanske punkrockband Dropkick Murphys.[kilde mangler] Han er også grundlægger og forsanger for The Bruisers, som han var med til at danne i 1988 i Portsmouth, New Hampshire[kilde mangler]. Hans første band blev dannet omkring 1984 og hed D.V.A. (Direct Vole Assault)[kilde mangler]. Han har også været forsanger i front 5 Balls of Power, med de fremtidige medlemmer af Scissorfight, The Radicts, L.E.S. Stitches og US Bombs, inden han dannede The Bruisers[kilde mangler]. Hans band The Bruisers havde spillet flere koncerter sammen med Dropkick Murphys, og da den hidtidige forsanger i Dropkick, Mike McColgan, forlod gruppen, spurgte de resterende medlemmer om Barr ville overtage rollen[kilde mangler]. Det første album, som han medvirkede på, var The Gang's All Here, som udkom i 1999[kilde mangler].